# Treblad
Treblad (Trillium) er en slægt med ca. 45 arter, der er udbredt i Nordamerika, Kamtjatka, Kina og Himalaya. Det er flerårige, urteagtige planter med underjordiske rodknolde. Stænglen er opret og ikke forgrenet. Den er opgivet af et brunt hylster på den nederste del. Bladene sidder som lavtsiddende, kransstillede stængelblade. De er ovale eller næsten rhombeformede med hel rand og tre eller fem hovedribber. De tre højblade er ovale til elliptiske og grønne eller plettede. Der er kun én enkelt, endestillet blomst. Den er 3-tallig og regelmæssig med røde, purpurfarvede, rosa, hvide, gule eller grønne kronblade. Frugterne er kapsler med mange, bittesmå frø.
| Beskrevne arter |

- Rosa Treblad (Trillium catesbaei)
- Nikkende Treblad (Trillium cernuum)
- Purpur-Treblad (Trillium erectum)
- Storblomstret Treblad (Trillium grandiflorum)
- Gul Treblad (Trillium luteum)
- Trillium ovatum
- Hvidplettet Treblad (Trillium sessile)
- Bølget Treblad (Trillium undulatum)

| Beskrevne arter |

- Trillium chloropetalum
- Trillium gracile
- Trillium kamtschaticum
- Trillium persistens
- Trillium reliquum
- Trillium smallii
- Trillium texanum
- Trillium tschonoskii